# Ma-Robert
Le Ma-Robert est le premier bateau construit en acier, par le chantier naval britannique Cammell Laird. Bateau baptisé Ma-Robert (qui signifie « maman de Robert » en africain) en l'honneur de la femme de David Livingstone, Mary et de son fils, Robert, pour l'expédition du Zambèze par le médecin et missionnaire David Livingstone. Prévu pour être acheminé en trois parties et monté dans le delta du Zambèze, il est apporté le 10 mars 1858 par le HMS Pearl (1855) (en), remonté en mai 1858, et opérationnel en janvier 1859.
Il est surnommé Asthmatique à cause de sa lenteur, du peu de puissance de sa machinerie, et de 4 heures de chauffe. De surcroît, son tirant d'eau est beaucoup trop important pour un service fluvial. Le 21 décembre 1861, le Ma-Robert s'échoue sur la rivière Kongoni et coule et un nouveau vapeur,  le HMS Pioneer, le remplace pour la suite de l'expédition.